# الكدمي (فرسان)
منطقة الكدمي هي منطقة أثرية تقع في قرية القصار الواقعة في جزر فرسان التابعة لمنطقة جازان جنوب غرب السعودية. 

## الموقع
تقع في قرية القصار التي تقع في الجهة الجنوبية من جزر فرسان .

### احداثيات الموقع
7 40 16 شمالاً
51 8. 42 شرقًا 

## آثار الكدمي
توجد أساسات لمباني متفرقة تقع في وسط القرية التي كانت مأهولة بالسكان حتى وقت قريب، وتعود فترة الاستطيان الأولى في هذا الموقع إلى فترات تاريخية قديمة جدًا، وقد استخدمت حجارتها في بناء المباني القائمة حاليًا، فمن الممكن مشاهدة بعض التيجان الواقعة وسط الأطلال الباقية إلى الآن، كما تم استخدام الأعمدة الأسطوانية وبعض الكتل الحجرية ذات النقوش المكتوبة بحروف الخط المسند كأعتاب للمداخل. كما يوجد حفرتين متجاورتين منحوتتين تقع وسط صخر مرتفع متوسط مقاساتها 200x80 سم ويبلغ ما تبقى من عمقها تقريبًا 150 سم ؛ تم تغطية نصف إحداهما بحجارة، ولعلها استخدمت لأغراض التخزين.

## وصلات خارجية
- أهم المعالم السياحية في جزيرة فرسان